# Pazifische Hurrikansaison 2017
Die Pazifische Hurrikansaison 2017 hatte 2017 einen Frühstart; der tropische Sturm Adrian bildete sich bereits spät am 9. Mai. Seine Entstehung ist die bislang früheste bekannte eines tropischen Sturms im östlichen Pazifischen Ozean. Offiziell beginnt die alljährliche Hurrikansaison hier am 15. Mai und im Zentralpazifik am 1. Juni, nach allgemeiner Übereinkunft endet sie jeweils am 30. November. Während dieser Zeit bilden sich üblicherweise die meisten Tropischen Stürme, da nur da geeignete Bedingungen existieren: ein warmer Ozean, feuchte Luft und wenig Windscherung. Alle Stürme, die sich nördlich des Äquators und östlich von 180° West bilden, fallen unter die Rubrik Hurrikan; Stürme, die sich weiter westlich bilden, werden Taifune genannt.
Obwohl das ostpazifische Becken nach dem Westpazifik global das zweitaktivste Entstehungsgebiet tropischer Wirbelstürme ist, bedrohen die meisten Stürme kein Land, da sie meistens auf den offenen Ozean hinaussteuern. Nur wenige Stürme schlagen eine Kurve nach Osten oder Nordosten ein und bedrohen dann vor allem die mexikanische Küste.
Tropische Wirbelstürme im Atlantischen Ozean siehe im Artikel Atlantische Hurrikansaison 2017.

## Stürme

### Tropischer Sturm Adrian
Am 5. Mai deutete das National Hurricane Center (NHC) an, dass sich innerhalb der folgenden Tage südlich von Mexiko ein Tiefdruckgebiet bilden und dieses nachfolgend möglicherweise tropische Eigenschaften entwickeln würde. Eine breite zyklonische Zirkulation begann, sich spät am 7. Mai zu entwickeln, und um 23:00 Uhr UTC organisierte sich das System zum ersten tropischen Tiefdruckgebiet des Jahres. Die Bildung des Tiefdruckgebietes etwa 875 km südsüdöstlich von Salina Cruz, Mexiko war die früheste Bildung eines tropischen Tiefdruckgebietes im östlichen Pazifischen Ozean seit Beginn verlässlicher Wetteraufzeichnungen. (Das zuvor früheste System im Ostpazifik war die Bildung von Hurrikan Alma am 12. Mai 1990.) Sechs Stunden später intensivierte sich das System zum tropischen Sturm und erhielt den Namen Adrian.

### Tropischer Sturm Beatriz
Eine tropische Welle tauchte am 18. Mai vor der Westküste Afrikas auf und trat ungefähr eine Woche später in den Ostpazifik ein, wo eine stetige Organisation am 31. Mai um 12:00 Uhr UTC zur Bildung eines tropischen Tiefdruckgebiets führte. Eingebettet in eine südwestliche Strömung um einen großen Höhentrog über den Norden Mexikos, bewegte sich das Tiefdruckgebiet in einem günstigen Umfeld stetig nach Nordosten und intensivierte sich am 1. Juni um 06:00 Uhr UTC zum Tropensturm Beatriz. Nach dem Erreichen von Spitzenwindgeschwindigkeiten von 75 km/h (45 mph) traf der Tropensturm am 2. Juni gegen 00:00 UTC etwa 40 Kilometer westlich von Puerto Ángel auf Land. Das gebirgige Gelände von Mexiko störte Beatriz schnell, sodass sich der Tropensturm zwölf Stunden später schließlich zerstreute.
Im Bundesstaat Oaxaca wurden Flüge vom Bahías de Huatulco International Airport abgebrochen und die Schulen bis mindestens zum 3. Juni geschlossen. Dutzende Straßen wurden aufgrund von Schlammlawinen und Überschwemmungen unpassierbar gemacht. Zahlreiche Erdrutsche führten zu erheblichen Störungen im gesamten Bundesgebiet, insbesondere durch Blockierung der Bundesstraße 200 in vielen Gebieten. Ein Erdrutsch in San Marcial Ozolotepec tötete zwei Mädchen und begrub mehrere Häuser, während ein anderer in San Carlos Yautepec eine Frau tötete. Am 4. Juni wurden insgesamt sieben Menschen getötet – fünf in Oaxaca und zwei in Tehuantepec. Weniger als zwei Wochen nach Beatriz traf der tropische Sturm Calvin ähnliche Gebiete Mexikos und verursachte zusätzlichen Schaden. Der kombinierte Schaden aus den beiden Systemen erreichte in Oaxaca mindestens 70 Millionen Pesos (3,9 Millionen US-Dollar).

## Sturmnamen
Tropische Wirbelstürme und Hurrikane, die sich 2017 im östlichen Pazifischen Ozean bilden, werden anhand der nachfolgenden Namensliste benannt. Diese Namensliste ist identisch mit der 2011 verwendete, und diese Namen werden auch während der Pazifischen Hurrikansaison 2023 verwendet, wenn die World Meteorological Organization im Frühjahr 2018 keine Streichungen von der Liste der Namen tropischer Wirbelstürme vornimmt.
Adrian, Beatriz, Calvin, Dora, Eugene, Fernanda, Greg, Hillary, Irwin, Jova, Kenneth
Nicht zur Anwendung kamen:
Lidia, Max, Norma, Otis, Pilar, Ramon, Selma, Todd, Veronica, Wiley, Xina, York, Zelda
Tropische Wirbelstürme und Hurrikane, die sich 2017 im zentralen Pazifischen Ozean bildeten, erhalten Namen von einer gesonderten Namensliste. Diese werden vom Central Pacific Hurricane Center vergeben. 